# 뱅상 데사냐

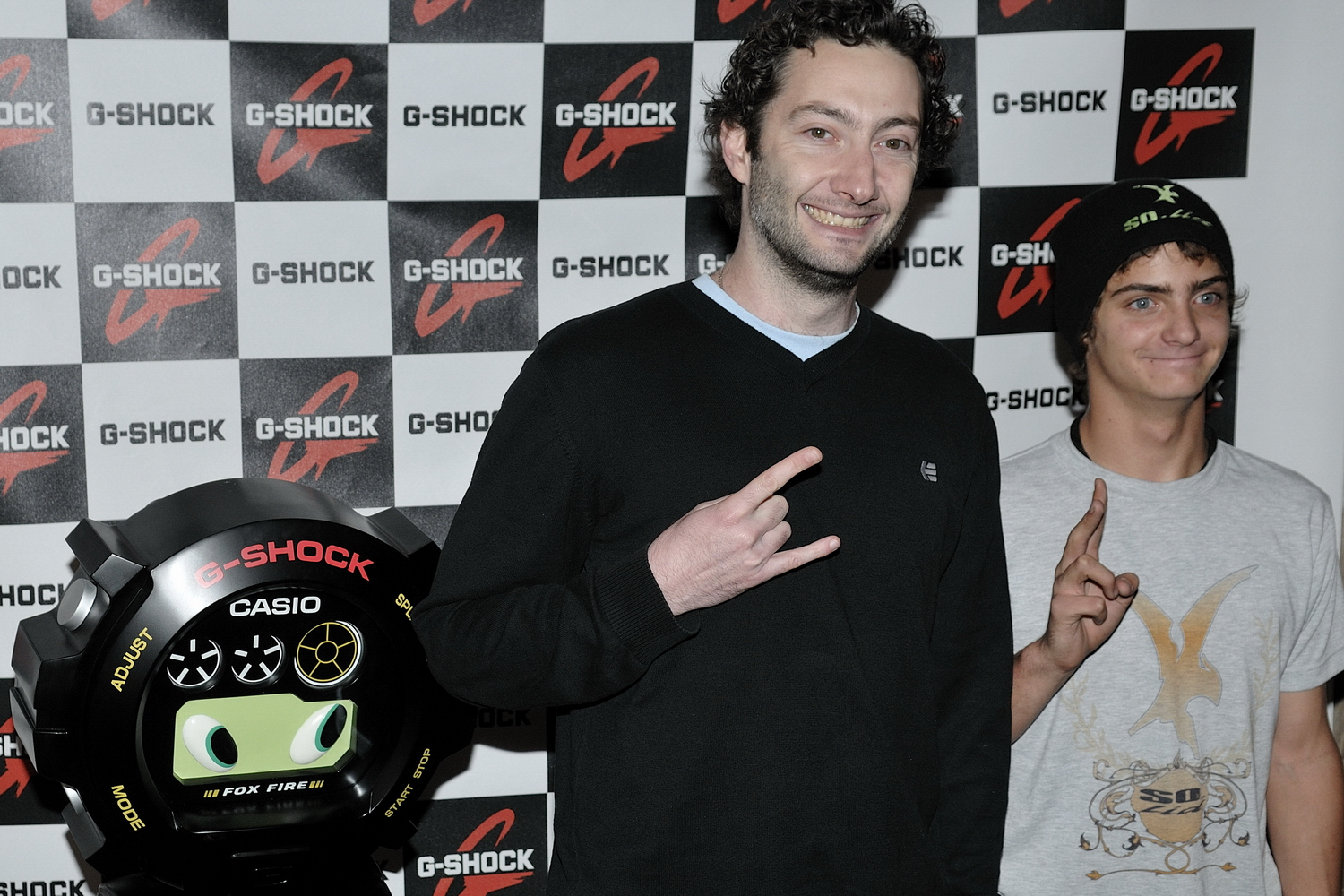

뱅상 데사냐(Vincent Desagnat, 1976년 3월 9일 ~ )는 프랑스의 배우, 라디오 DJ, 스케이트보드 선수, 텔레비전 배우이다.
프랑스에서 태어났다.

## 영화
- 알리바이 닷 컴 (2017년) - 로맹 역
- 라트라페이지 (2016년)
- 풀 스피드 (2016년)
- 어답트 어 위도워 (2015년)
- 베이비시팅 2 (2014년)
- 베이비시팅 (2014년)
- 예스 위 캔 (2011년) - 조던 역
- 인생 스토리 (2009년)
- 형님들의 휴가 (2009년)
- 부서진 (2008년)
- 15살 반 (2008년)
- 통제할 수 없는 (2006년)
- 아리스토스 (2006년)
- 모두를 위한 학교 (2006년)
- 십일계 (2004년)